# Eternity (Bax)
Eternity is een lied geschreven door Arnold Bax.
Bax schreef voor dit werkje van nog geen drie minuten een toonzetting onder het gelijknamige gedicht van Robert Herrick, verschenen in 1647 in de verzameling His noble numbers. Op 6 september 1925 was het origineel klaar voor zangstem en piano; op 16 november 1934 volgde de voltooiing van de orkestratie in Morar. Van de eerste is het niet zeker of zij ooit uitgevoerd is tijdens het leven van de componist. De tweede versie werd voor het eerst uitgevoerd tijdens de plaatopname van Chandos in 1988.
Het is opgedragen aan W. Grant Oliver, amateurzanger, tandarts en vriend van Bax.